# Lepidotrigla spinosa
Lepidotrigla spinosa är en fiskart som beskrevs av Gomon, 1987. Lepidotrigla spinosa ingår i släktet Lepidotrigla och familjen knotfiskar. Inga underarter finns listade i Catalogue of Life.